# Josiah Willard Gibbs
Josiah Willard Gibbs (n. 11 februarie 1839, New Haven, Connecticut, SUA – d. 28 aprilie 1903, New Haven, Connecticut, SUA) a fost un inginer, fizician, și matematician american. El a creat cea mai mare parte a fundamentului teoretic al termodinamicii chimice și chimiei fizice. Ca matematician, el a creat calculul vectorial, independent de Oliver Heaviside. A contribuit esențial la dezvoltarea termodinamicii (chimice) alături de Hermann von Helmholtz.

## Biografie
A studiat la Newhaven, Paris, Berlin și Heidelberg.
În 1871 intră ca profesor de matematică la Yale College.
În 1893 devenea doctor onorific la Erlangen, iar în 1901 primea medalia „British Association Copley”.

## Activitate științifică
Activitatea sa s-a manifestat prin lucrări în domeniul analizei vectoriale, ca fondator al mecanicii statistice și a termodinamicii chimice.
S-a ocupat și de legile lui Maxwell din electromagnetism și ecuațiile dinamicii, de legile de repartiție ale unei mulțimi de sisteme mecanice generale.
A stabilit fenomenul care îi poartă numele, referitor la segmentul de discontinuitate către care converg seriilor Fourier mai mare decât segmentul de continuitate.
Conceptul de energia liberă Gibbs îi poartă numele. A formulat expresia entropiei de amestecare a gazelor ideale în anii 1870, prin introducerea noțiunii perete semipermeabil. 
A dezvoltat teoria potențialelor termodinamice și a aplicat-o la studiul echilibrului termodinamic și teorema fazelor a lui Gibbs. A cercetat termodinamica proceselor electrochimice, studiind, în 1878, tensiunea electromotoare a unei pile reversibile.

## Scrieri
- 1902: Elementary Principles of Statistical Mechanics Developed with Special Reference to the Relational Foundation of Thermodynamics, lucrare revoluționară care a fost tradusă în germană de Wilhelm Ostwald;
- Graphic Methods in the Thermodynamics of Fluids;
- On the Equilibrium of Heterogeneous Substances
- Proceedings of the American Association.

A mai scris diverse memorii care au apărut în Connecticut Academy Transactions.